# Colias eogene
Fiery Clouded Yellow, Colias eogene là một loài bướm nhỏ thuộc họ Pieridae, có màu vàng và trắng, được tìm thấy ở India.

## Hình ảnh

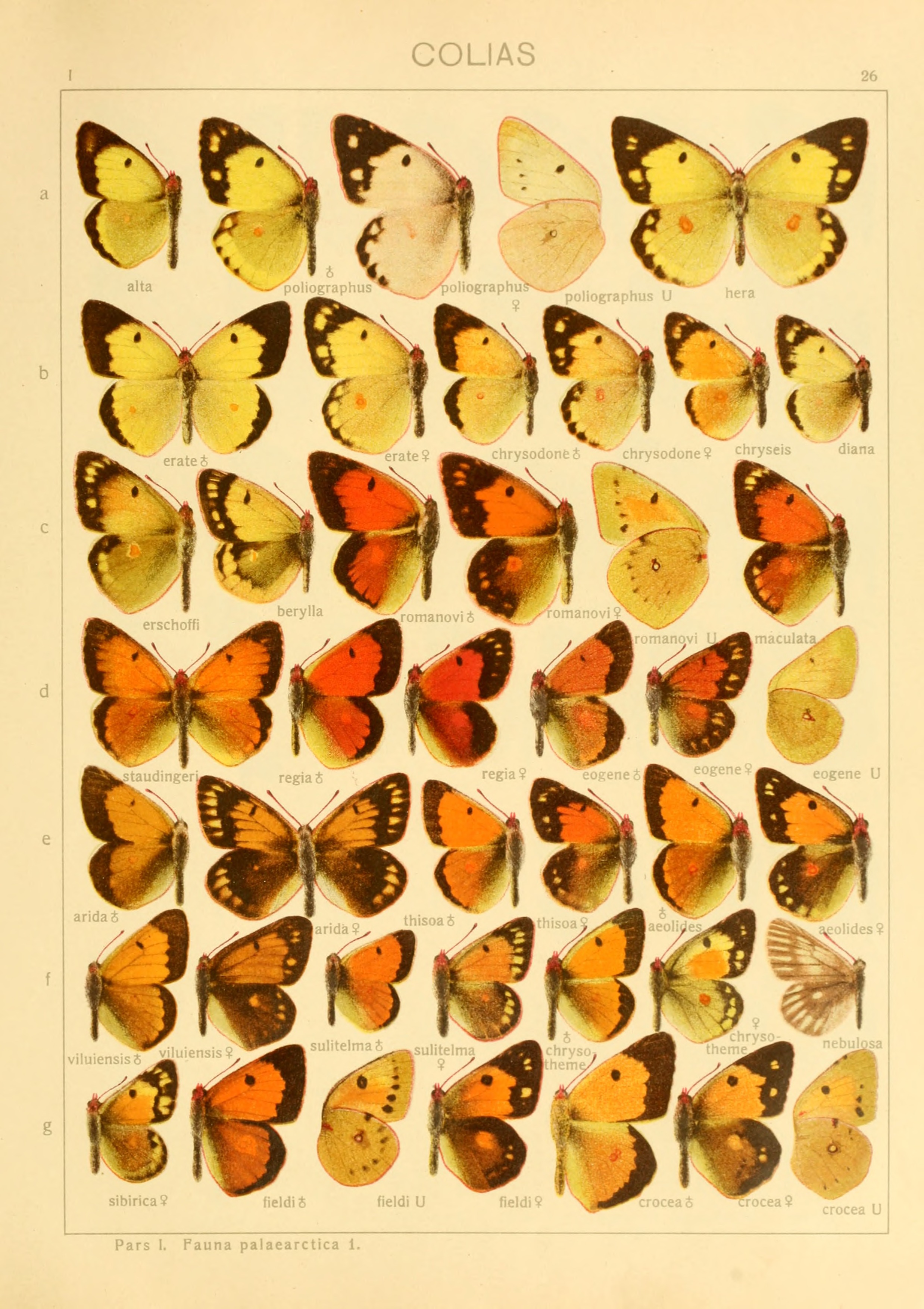